# Outre-Rhône
Outre-Rhône (toponimo francese) è stato un comune svizzero del Canton Vallese, nel distretto di Saint-Maurice. Era stato istituito nel 1802 e soppresso nel 1816, quando è stato diviso nei nuovi comuni di Collonges e Dorénaz; la frazione di Alesse, inizialmente assegnata a Collonges, nel 1841 è stata assegnata a Dorénaz.